# 峠島
峠島（とうげしま）は、広島湾にある無人島。南北650m、東西450m、面積0.15km2の小島で、島内の最高点は129mである。

## 行政
行政は広島県広島市南区の仁保町字峠島に位置する（Google マップやマピオン電話帳では似島町扱いになっている。）。
もとは安芸郡仁保村に属する島嶼であったが、1929年4月1日に同村の広島市編入に伴い同市仁保町に属することになり、現在に至っている。

## 地理
広島港の南3.5km，似島の東1kmに位置している。安芸小富士の山頂からも、はっきりと見ることが出来る。全体が花崗岩からなり、海食崖に囲まれる。付近の海底からはナウマンゾウも見つかっている。また、瀬戸内海国立公園に含まれている。

## 歴史
戦時中は陸軍運輸部の倉庫が置かれた。
戦後一時期、開拓者が入植し、畑作をしたことがある。
平成2年の国勢調査では、人口１人を数えたが、その後、再び無人島に化した。
現在は2億円で売りに出されている。

## 産業
島の周辺の海域はカキ養殖場になっている。
島内に産業は存在しない。

## 交通
島への定期航路はないが島の南部に船着き場がある。
島内にも交通機関はなく、道すら存在しない。